# Sobota (architektura)

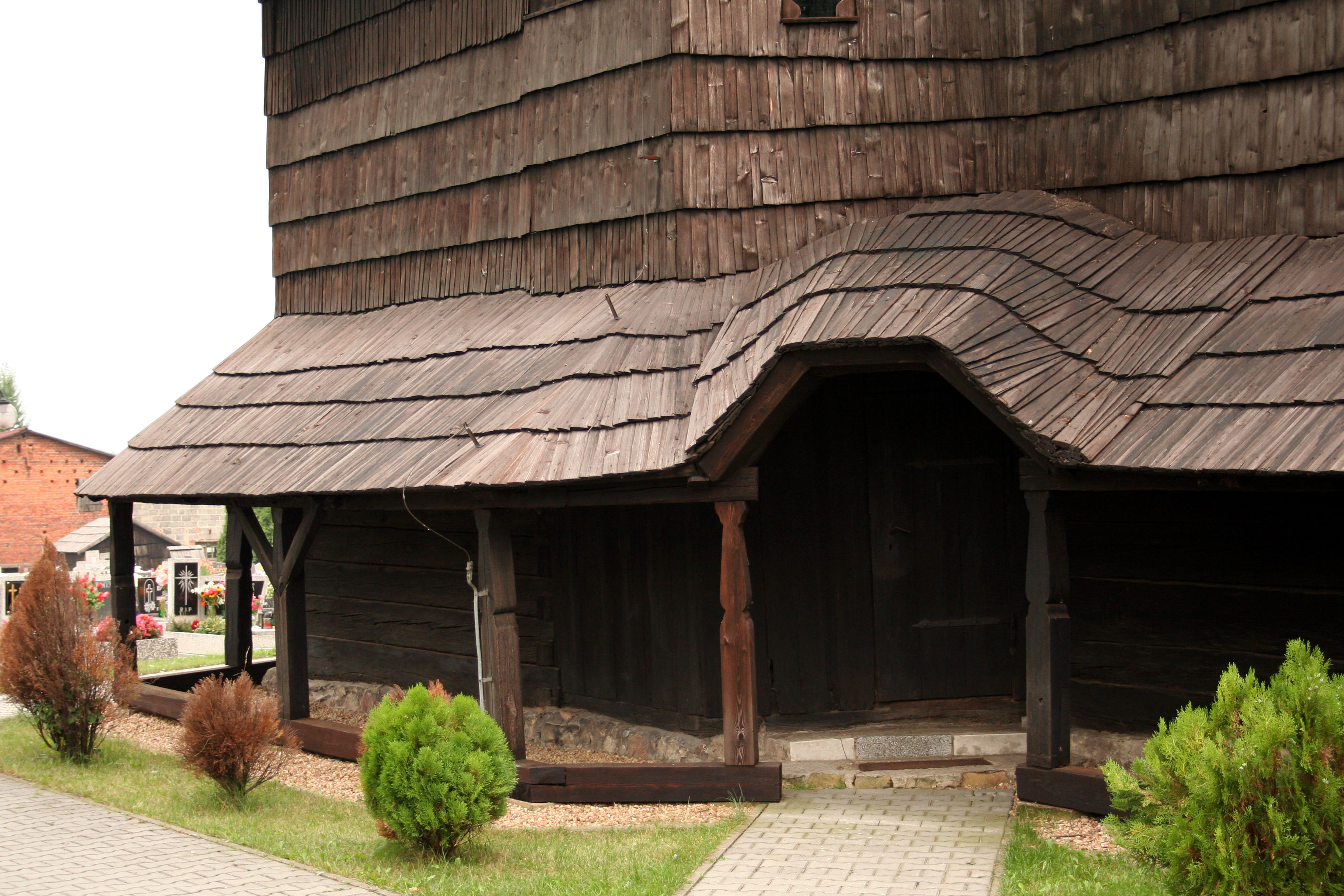
Příklad: otevřená sobota. Kostel sv. Martina v Cieszowě.

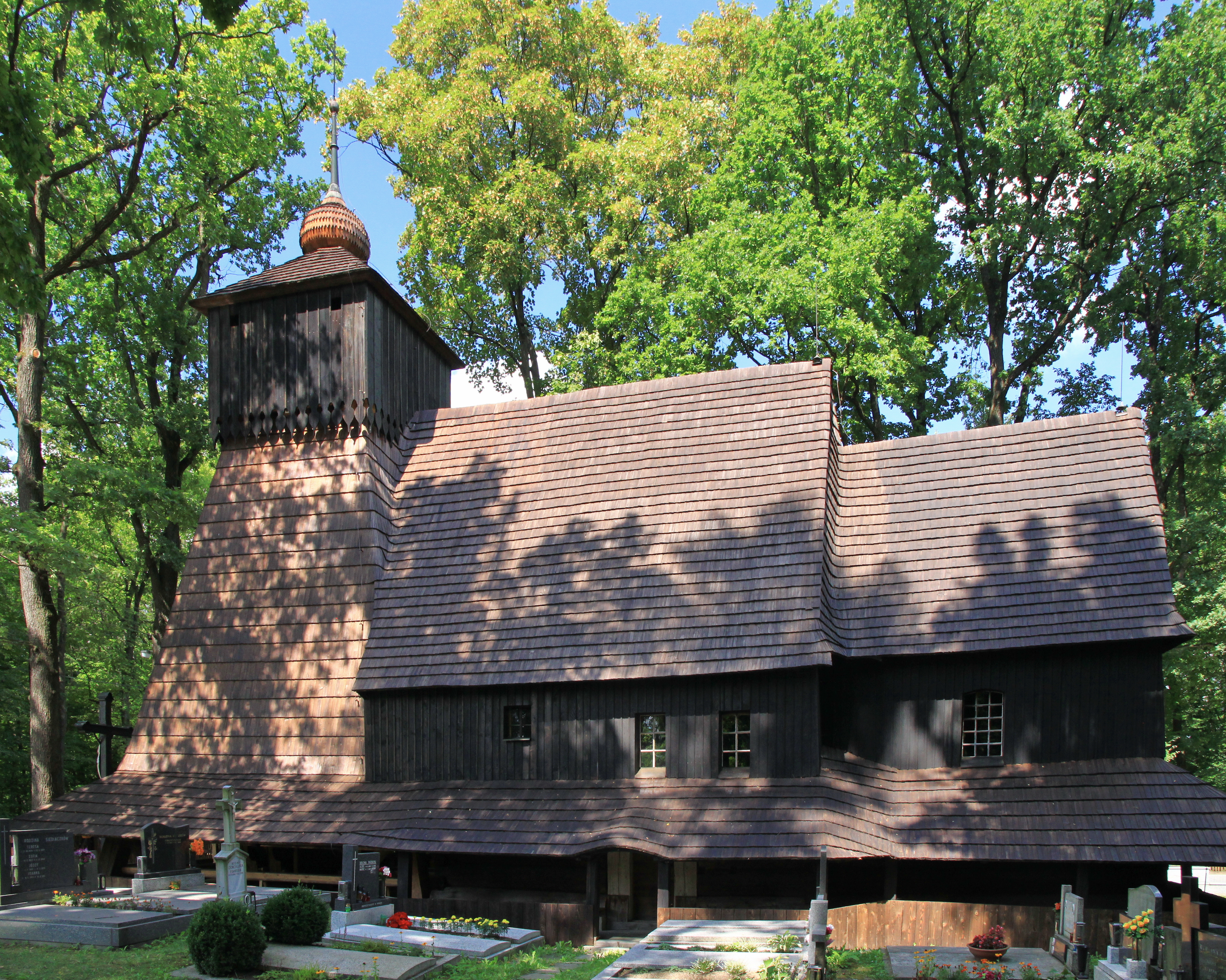
Příklad: částečně otevřená sobota s odeskovanou dolní částí. Kostel Božího Těla (Guty).

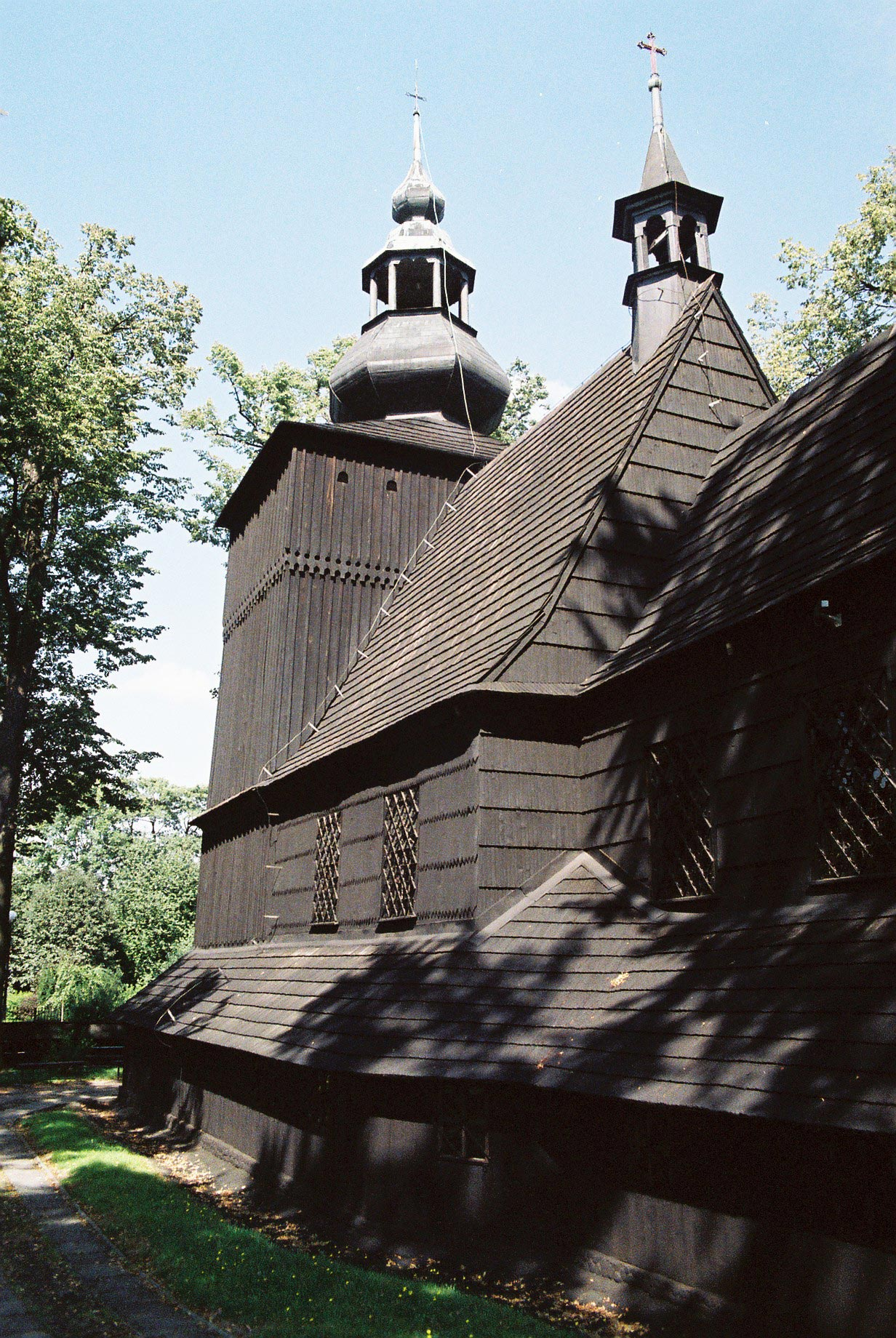
Příklad: krytá sobota. Kostel svaté Barbory v Bílsku-Bělé.

Sobota (architektura) – je nízká podsíň podepíraná dřevěnými sloupy a krytá pultovou střechou. Sobota je buď kolem části, nebo kolem celého obvodu kostela či cerkve. Sobota může být otevřená a krytá, nebo otevřená a v dolní části odeskovaná nebo doplněná balustrádou. Měla za úkol především chránit spodní část dřevěné stavby (prahový trám) před vlhkostí způsobenou podmáčením dešťovou vodou. Postupem doby byla sobota opatřena deskovým šalováním (bedněním), čímž se zateplila stavba, v níž pak podsíň současně plnila funkci dočasných skladovacích prostor nebo skladů pro kostelní utensilia (užitkové předměty jako šperky, obrazy a sochy).
Sobota se vyskytuje v Polsku (např. Horní Slezsko, Malopolsko, Velkopolsko), na Slovensku (cerkve), v Česku ve Slezské části (např. Beskydy) a na Moravě.
Název sobota je vázán na zvyk věřících, kteří v minulosti přicházeli na nedělní pobožnost často z velké dálky o den dříve (v sobotu) a čekali do rána, shromažďujíce se kolem kostela (cerkve). Sobota jim poskytovala ochranu před nepříznivým počasím (deštěm, sněhem, větrem ap.). Vzhledem ke své funkci byly tyto podsíně patřičně vysoké a široké. Sobota se objevila dosti pozdě, někdy kolem 17. století, a to především u poutních kostelů. Postupem doby byla dostavována kolem kostelů, kde se mohli shromáždit věřící, kteří se nevešli při bohoslužbě do kostela (cerkve), nebo také byla sobota přizpůsobena k vykonání Křížové cesty.